# 根室フットパス

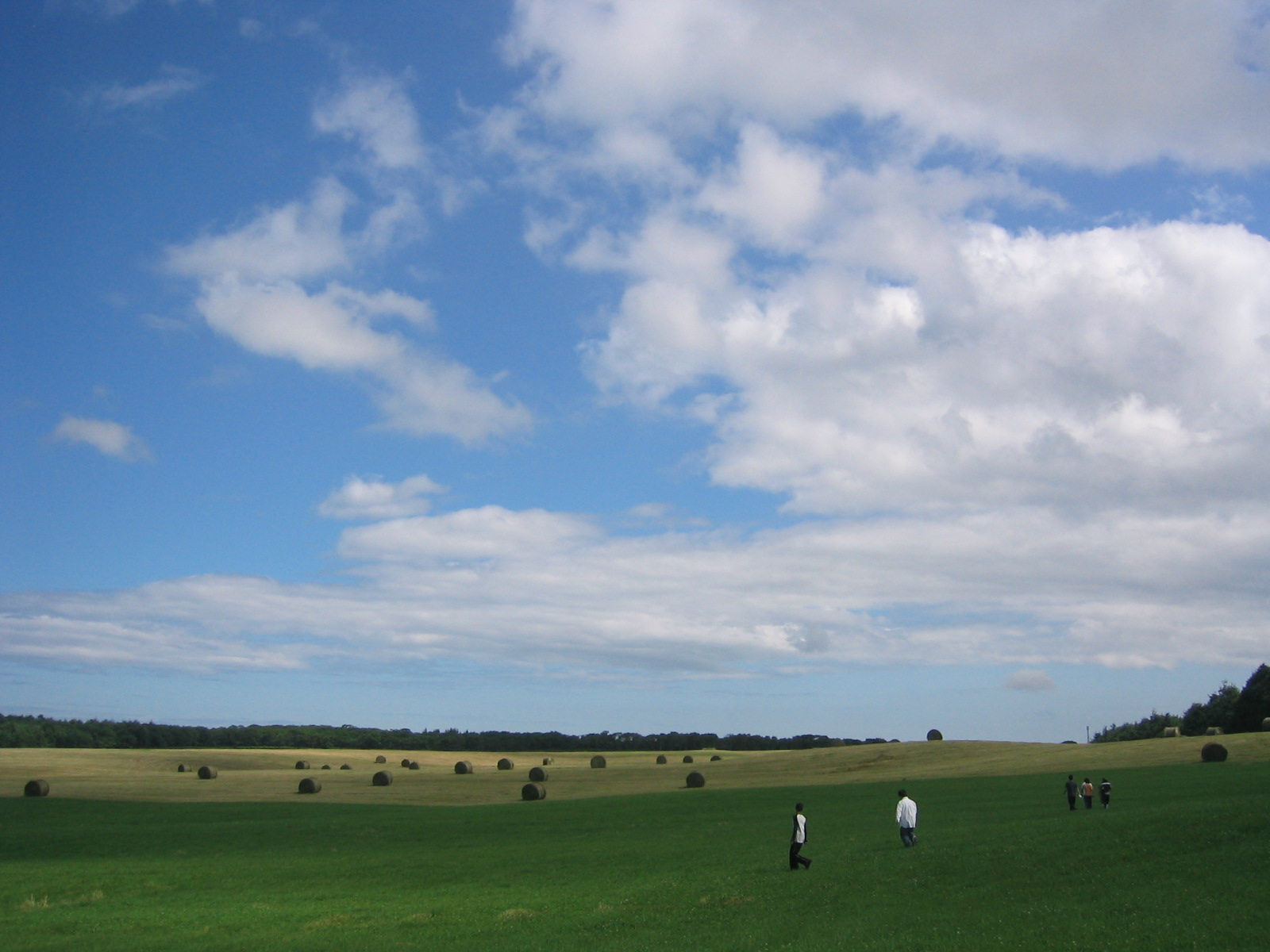
根室フットパス

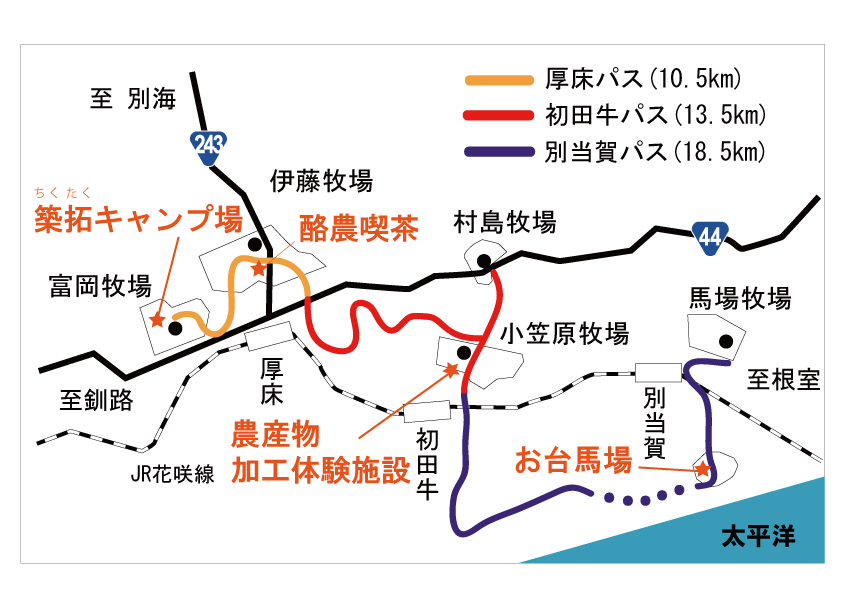
根室フットパスの全体略図

根室フットパス（ねむろフットパス）は北海道根室市にある厚床（あっとこ）、初田牛（はったうし）、別当賀（べっとうが・べっとが）の各地域をつなぐフットパスである。総延長約42.5km。厳密には厚床パス、初田牛パス、別当賀パスの3コースから構成される。5人の酪農家で組織されたAB-MOBITにより、2003年から構築。

## 各パス

### 厚床パス

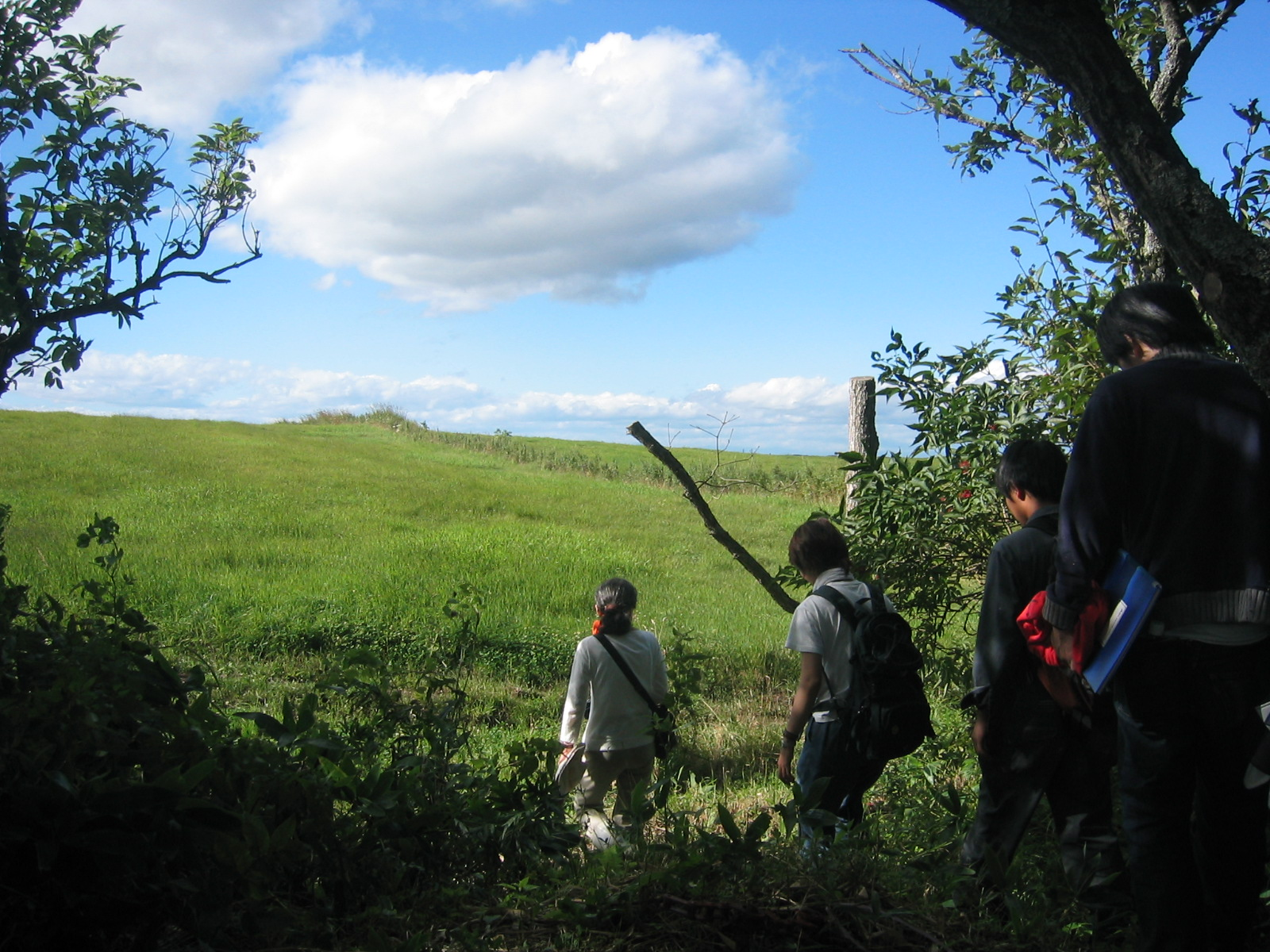
厚床パス

富岡牧場の築拓キャンプ場、伊藤牧場の酪農喫茶などを通るフットパス。総延長約10.5km。全体的に起伏の少ない地形である。旧標津線跡、植民軌道跡などの歴史的価値のある物も存在する。厚床の語源はアイヌ語でアッ・トコ・トー・ペッ（At-toko-to-pet）「ニレの木生え出づる所」の意。2009年10月、社団法人北海道観光振興機構による観光ガイドブック「ゆとりツーリズム北海道」に掲載された。

### 初田牛パス

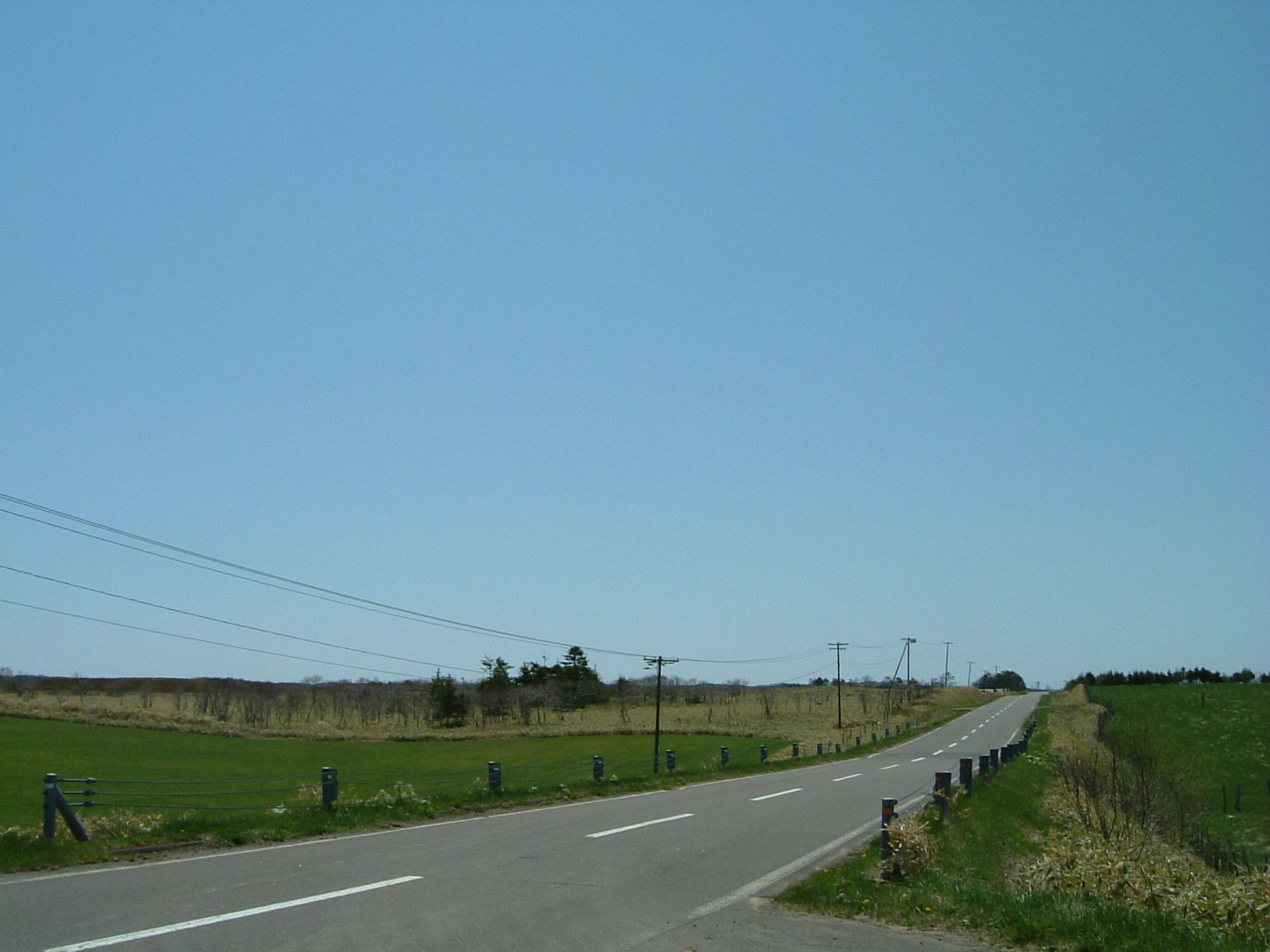
初田牛パス

村島牧場、小笠原牧場の農産加工体験施設などを通るフットパス。総延長約13.5km。丹頂鶴が観察できるスポットや、知床・国後が見渡せるエリアがある。初田牛の語源はアイヌ語でハッ・タ・ウシ（Hat-ta-ushi）「葡萄を採る所」の意と、ハッタル・ウシ・イ（Hattar-us-i）「水が深くよどんでいる所」の意の2説がある。

### 別当賀パス

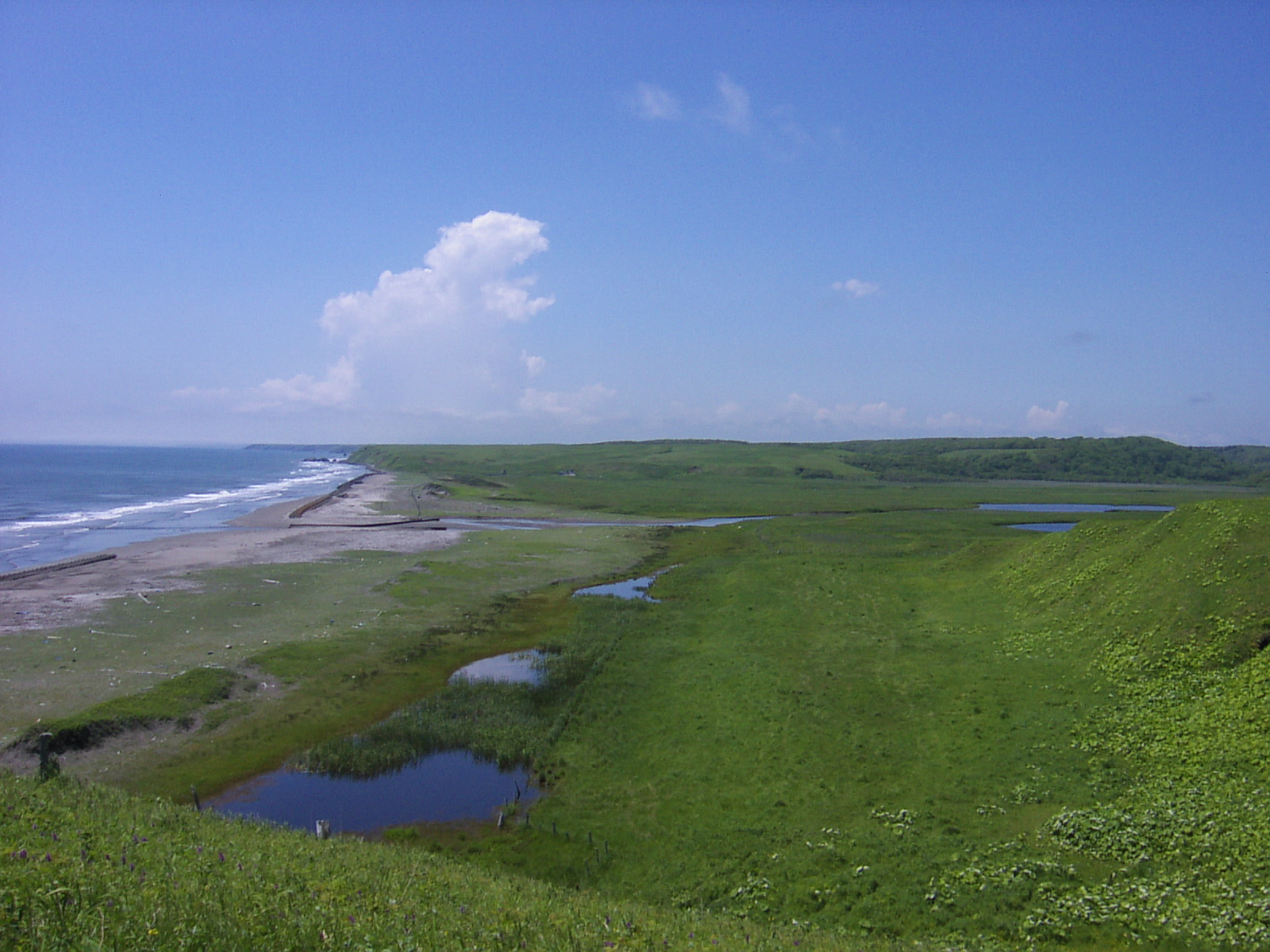
別当賀パス

お台馬場（おだいばば）、馬場牧場を通るフットパス。総延長約18.5km。海岸沿いの牧草地を中心として作られている。夏でも冷涼な気候のため、平地であるにもかかわらず高原植物が存在する。別当賀の語源はアイヌ語でペットカ（Petuka）「浅瀬」の意。

## ワークショップ
「厚床、初田牛、別当賀の新たな魅力の再開拓」「様々な視点から見る」「五感を通して見る」をテーマに、AB-MOBITが散策路整備に関心のある者を集め、2003年から2005年まで毎年8月に実施。

## テレビ放送
NHKニュースおはよう北海道2005年8月19日生中継により放送。

## 動植物
フットパス付近には以下の動植物が生息している。

### 動物
オジロワシ、エゾシカ、丹頂鶴、牛、馬、羊など。

### 植物
1. 花：キタミフクジュソウ、ヒメイチゲ、マイヅルソウ、エンコウソウ、エゾエンゴサク、ギョウジャニンニク、バイケイソウ、ホザキシモツケ、ミズバショウ、クロユリ、エゾネコノメソウ、ミミコウモリ、エゾカラマツ、エゾノシシウド、エゾフウロ、ヤマハハコ、チシマアザミ、ツルキジムシロ、ハマナス、ヤマブキショウマ、エゾクサイチゴ、ツリガネニンジン、シコタンキンポウゲ、クサフジ、トモエソウ、ヒメイズイ、エゾヤマハギ、スズラン、エゾリンドウ、オオバナノエンレイソウなど。
2. 樹木：ミズナラ、カシワモドキ、ダケカンバ、シラカバ、ナナカマドなど。
3. 帰化植物（原産）：セイヨウタンポポ（ヨーロッパ）、フランスギク（ヨーロッパ）、ハルザキヤマガラシ（ヨーロッパ）、アメリカオニアザミ（ヨーロッパ）、オオアワダチソウ（北アメリカ）、ヘラバヒメジョオン（北アメリカ）、アラゲハンゴンソウ（北アメリカ）など。
4. 牧草として持ち込まれた植物（原産）：シロツメクサ（ヨーロッパ）、アカツメクサ（ヨーロッパ）、ムラサキウマゴヤシ（地中海地方）、セイヨウノコギリソウ（ヨーロッパ）など。

## 根室フットパス構築：計画段階での目的
AB-MOBITが「酪農家同士の繋がりを深める」「酪農家と他の視点を持った人々の情報の共有」「スローな視点から見る新たな発見」「酪農地の新たな価値の創造」の4つを目的とした。

## 交通アクセス

### 航空機
- 根室中標津空港（中標津町）から車、路線バスで約1時間。
- 釧路空港（釧路市）から車、JR線で約2時間。

### 鉄道
- 北海道旅客鉄道（釧路支社）根室本線（花咲線）
  - 厚床駅
  - 別当賀駅

### バス
- 根室交通バス

### 道路
- 一般国道
  - 国道44号
  - 国道243号

## 受賞歴
- 2005年：我が村は美しく北海道コンクール・銅賞
- 2005年：北海道北のまちづくり賞・知事賞
- 2006年：まちづくり月間・国土交通大臣賞表彰
- 2006年：第2回HAL・農業酪農イメージアップチャレンジ賞
- 2007年：立ち上がる農産漁村に選定（農林水産省）
- 2007年：第4回コープ・さっぽろ農業賞
- 2007年：農業漁業交流賞交流の部・札幌市長賞